# La Vaquilla del Ángel
La Vaquilla del Ángel es la fiesta de mayor arraigo en la ciudad de Teruel. Dedicadas al santo Ángel Custodio, patrono de la ciudad, rememoran la legendaria fundación de Teruel por parte de unos caballeros aragoneses tras tomar la fortaleza musulmana a la que les condujo un toro bravo. El festejo más arcaico es el del toro ensogado, que corre por las calles el lunes entre los quiebros de los mozos. Sin embargo, la puesta del pañuelico —el acto más conocido de todos—, la quita del pañuelico y las diferentes actuaciones musicales de las peñas son los actos más populares y que más público congregan.
Se celebra, anualmente, el fin de semana más cercano al 10 de julio, incluyendo viernes, sábado, domingo y lunes. En la misma, 21 asociaciones culturales programan y ponen en escena más de cien propuestas musicales durante los cuatro días, todas ellas de manera gratuita y de libre acceso, con artistas de primer nivel y de muy diferentes estilos.

## Orígenes
Hunde sus raíces en época medieval y ha ido transformándose a lo largo de la historia. Ya en vida del venerable Francés de Aranda (1356-1441) era costumbre llevar a la cárcel de la ciudad varios toros para que fueran capeados por los presos y muertos después para su consumo. Debido a la bravura de las reses eran transportados atados con dos fuertes cuerdas para impedir que se desmandaran. La gente que se hallaba por las calles, encontró un aliciente emocional en la provocación a los astados por los lugares donde pasaban, amparados en la seguridad de las maromas. Cuando eso se extendió los que los conducían aflojaban cuerda para que pudieran avanzar y asustar a la gente. Es posible que así naciera La Vaquilla Del Ángel.
Otra de las leyendas más extendidas sobre el origen del nombre de la ciudad explica que, en tiempos lejanos, la ubicación de las villas se realizaba sirviéndose de un animal salvaje: se perseguía a éste y en el lugar en que se le abatía se erigía un santuario. Alrededor de este altar se construía el pueblo.
Los aldeanos que habitaban en la zona salieron en busca de un toro salvaje que recorría los alrededores. Una noche, el animal se detuvo bajo una estrella y comenzó a bramar. Los adalides tomaron como buenas las señales que el Cielo y la Tierra les presentaban, y construyeron allí la villa. Tomaron del toro tres letras, «Tor», y de la estrella, llamada Actuel, otras tres, «Uel». Estas seis letras juntas dieron el nombre a la villa: «Toruel».
El lugar donde el toro y la estrella se detuvieron es ahora la plaza del Tórico.
Con esos antecedentes y diversas épocas de prohibición a lo largo de la historia, llegamos a nuestros días en el que La Vaquilla del Ángel es una fiesta variable y se desarrolla el segundo domingo después de San Pedro, o el más próximo a San Cristóbal, en el mes de julio, desde el viernes al lunes.

## Estructura de las fiestas
Aunque las peñas, a partir de los años 70, comenzaron la fiesta el viernes, el rezo de la salve es el inicio oficial de la misma, pero no es hasta la primera hora de la tarde cuando se inicia popularmente. Cuando el reloj da las cuatro y media, el alcalde sale al balcón del Ayuntamiento para proclamar: «¡Vaquilleros, la vaquilla es vuestra!, que suene el campanico». Se refiere a una pequeña campana que se halla en el tejado del Ayuntamiento y que sólo suena en esta ocasión.
Sin duda, el mayor momento de emoción es el de ponerle el pañuelo al Torico, pues todas las personas de la plaza vibran en ese momento de clímax, momento en que la plaza estalla de júbilo y las charangas suenan a tope, propagando la alegría de tres intensos días de fiesta.

### La fiesta en la calle
Sobre todo es una fiesta popular y callejera, con multitud de actuaciones musicales en todos los rincones del centro de la ciudad. Los turolenses se echan a las calles y las 21 peñas inician sus actividades tanto en sus locales (ubicados en diferentes calles y plazas de la ciudad y cuya entrada es libre), como por las calles con sus respectivas charangas y grupos de calle.
En los locales de las peñas se come, se bebe y se baila con las diferentes actuaciones de grupos y deejays de muy diversos estilos.

### El domingo
En la tarde del domingo todos los peñistas y gran cantidad de turolenses se concentran en la Plaza de Toros para conocer los cuatro toros que recorrerán las calles de Teruel el lunes y para celebrar la tradicional merienda. Peñistas, grupos familiares y de amigos probarán el rico «regañao» de jamón o de sardina junto a otras delicias, que regarán con abundantes bebidas.
En este acto es cada vez más habitual que los asistentes a la plaza lo hagan disfrazados, lo cual le da un mayor colorido, si cabe, a la fiesta.

### Las vaquillas
Durante las noches del sábado y del domingo se celebran en la plaza de toros suelta de vaquillas pertenecientes a las más afamadas ganaderías tanto locales como nacionales, también se puede disfrutar de un toro de fuego cada una de las noches.

### Los ensogados
El lunes de La Vaquilla el protagonista es el toro, ya que a las 5 de la mañana se produce la espectacular salida del primer toro a la plaza. Uno a uno, los cuatro toros ensogados se trasladarán desde la Plaza de Toros hasta la Ronda, acompañados por cientos de corredores. Los toros de esta fiesta no van sueltos por la calle, sino que van amarrados por cuerdas que se conocen como la soga y la baga. Los toros llevan ya la soga puesta, anudada a la testuz. Es impresionante la salida del toro de los toriles con toda su fuerza y verle embestir a un muñeco de paja, en ese momento se le añade la baga que es otra cuerda que limita más los movimientos del toro. Hay un grupo de personas que son los encargados de realizar todas estas labores, son los miembros de la soga y la baga; personas que respetan y aman al toro y que lo dominan para evitar percances a los vaquilleros.
A las 11 de la mañana, serán los más pequeños, acompañados casi siempre por sus abuelos, los que puedan disfrutar de pequeños becerros ensogados en la plaza del Torico.
A partir de las 18:00 h. los toros ensogados corridos por la mañana recorrerán las calles del centro.

### El final de la fiesta
A la fiesta se pone fin con una gran traca, la quitada del pañuelo al Torico y los actos musicales hasta que la noche acaba cuando ya despunta el sol del martes.

## Historia
La fiesta de los toros ha estado muy arraigada en Teruel desde los orígenes de esta ciudad. En el Libro verde ya se relaciona a Teruel con el mito del toro. Varios son los testimonios sobre las fiestas de toros que dieron como resultado La Vaquilla del Ángel.
Según Jaime Caruana, el 18 de junio de 1397 el rey Martín I el Humano, con motivo de su visita a la ciudad de Teruel, fue agasajado con bailes, música, vino y un par de toros bravos que se corrieron por las calles turolenses. Los albaranes de la compra de dichos toros, con fecha 11 de junio de 1397, todavía se conservan en el Archivo Municipal. Tal hecho bien pudo ser un precedente histórico de la actual Vaquilla, pues los tres ingredientes básicos no han cambiado. 
Ángel Novella Mateo aporta nuevas luces al tema cuando, según indagaciones propias, constata lo siguiente: «Notario, Bernat Plaza, 20 de abril de 1450 (dos días antes de San Jorge): Los regidores mandan pagar 10 sueldos jaqueses al mayordomo de la Compañía de Caballeros de San Jorge en ayuda del buey o novillo que desean correr en la plaza Mayor los de la compañía».
Todo parece indicar pues, que el origen de La Vaquilla se remonta a la Edad Media ya que todas las fiestas taurinas celebradas en Teruel durante los siglos XIII, XIV y XV ponen de manifiesto el gran arraigo de las mismas en esta ciudad desde los primeros siglos de su historia. 
Ramón Navarro, en su libro Cincuenta años fiel a una afición, expone: «La fiesta, tal como hoy la celebramos, bajo el amparo del Santo Ángel de la Guarda, arranca de finales del siglo XIV merced a una donación hecha por el venerable Francés de Aranda (1356-1441) con el fin de que la carne de los toros corridos fuera a remediar el hambre de los pobres, repartiéndola preferentemente en los hospitales y entre los presos de las cárceles». Las reses bravas, costeadas con la donación del ya mencionado Francés de Aranda y procedentes de una ganadería cercana a la capital, eran transportadas atadas con fuertes maromas a fin de evitar que se desmandaran. En su traslado, la gente que se encontraba por las calles de los distintos lugares por donde pasaban, amparados en la seguridad de las maromas, encontraba un aliciente emocional provocando a los astados. Los que conducían los toros aflojaban la cuerda, para que pudieran avanzar y asustar a la gente. 
En 1522, la festividad del Ángel Custodio, que se celebraba desde antaño el 2 de octubre, se trasladó al 6 de julio con el fin de dar realce a una fiesta que empezaba a tener mayor importancia. Los datos sobre este traslado de la fiesta se conservan en un misal gótico de la diócesis de Zaragoza.
Según la tradición, La Vaquilla del Ángel debe celebrarse el segundo domingo después de San Pedro (29 de junio), o el más próximo a San Cristóbal (10 de julio), pues así queda reflejado el Libro verde: «El segundo domingo después del día de San Pedro es el Ángel Custodio, hace fiestas la ciudad y las vísperas se dice una salve a las 6 horas de la tarde. Con la música córrese un toro, el cual tienen obligación de dar los carniceros». 
Yagüe de Salas, en el siglo XVII, hizo referencias jocosas a los toros ensogados que se toreaban en Teruel y las grandes palizas que se les propinaban, motivo que ocasionó la suspensión de la fiesta en varias ocasiones. En cualquier caso, según las anotaciones de este notario, la fiesta de La Vaquilla del siglo XVII era básicamente similar a la actual.
Los primeros documentos en los que se habla de la fiesta del Ángel Custodio, ya como algo tradicional, datan de los albores del siglo XVII, cuando en un escrito religioso se da cuenta de los honorarios de la misa, lo que queda ratificado en el libro de actas del Ayuntamiento, que hace referencia a las fiestas de 1621. Otra fecha interesante de este mismo siglo es la del 31 de agosto de 1679, cuando la ciudad de Teruel celebró con un toro ensogado la fiesta del casamiento del monarca Carlos II con María Luisa de Orleans.
Según Cosme Blasco, otra tradición que existió en Teruel era la siguiente: «En el llano de San Cristóbal (en la carretera de Alcañiz), existía una ermita dedicada al mencionado santo, donde acudían los turolenses en romería y se corría un toro embolado llamado Toro de la Ciudad».
En el siglo XVIII, una rica dama turolense, inspirada en la tradición de correr toros y celebrar las fiestas del Ángel Custodio, tuvo a bien elegir la fiesta del Ángel para obsequiar todos los años a la ciudad con un par vaquillas o toros que eran corridos por la plazoleta de la Catedral, calles adyacentes y plaza del Mercado. Hasta 1880 dos fueron los toros que conformaban la corrida de la tarde del domingo y el lunes, siguiendo el ritual de que al menos uno de los dos toros había que llevarlo a dar lo que se llamaba la vuelta del Ángel, la cual consistía en correr cada toro enmaromado saliendo del Mercado por la calle de los Amantes y pasando por la calle de la Constitución devolverlo al Mercado por la calle de la Pescadería. A esta fiesta se le adjudicó el nombre de La Vaca del Ángel. A partir de 1880, cuando esta dama ya no pudo costear el festejo el Ayuntamiento se hizo cargo del mismo. Junto a este festejo taurino, los otros actos festivos que se celebraron hasta 1880 fueron: la salve de la víspera y la misa solemne del domingo.
A partir de 1880, para conseguir el dinero de los toros, se empezó a celebrar lo que se llamó La Corrida de la Vaquilla del Ángel, lo que hoy es la actual merienda del domingo en la plaza de toros. Se siguieron comprando dos toros, de lo cual se encargaba la Comisión de Carnes, que actuaba como gestora de la fiesta. Esta comisión, integrada por los carniceros, se ocupaba de la subasta de las pieles y carnes, y de llevar la cuerda de los toros ensogados. La corrida de La Vaquilla del Ángel se realizaba el domingo por la tarde y en ella participaban novilleros en la lidia de los toros, que una vez toreados eran devueltos al corral. Para recaudar dinero para este festejo se introdujo la subasta de los palcos y una entrada simbólica para el resto del público. 
Hasta el año 1928 los toros ensogados eran trasladados por el puente de la Reina (primero uno y luego otro), desde la antigua plaza de toros (que se encontraba en el solar de la actual iglesia de San León Magno), hasta el corral de La Vaquilla o corral de Aguilar en la plaza del Seminario. Por la tarde se sacaban ensogados en la plaza del Mercado (Torico), y una vez devueltos al corral, se realizaba un descanso-merienda en la plaza del Seminario.
En 1908, el ministro de la Gobernación, Juan de la Cierva, prohibió a la ciudad correr las vaquillas ensogadas por calles y plazas durante las fiestas del Ángel como consecuencia del maltrato que se propinaba a las reses. Algunos años más tarde la fiesta volvió a ser restaurada pero a principios de los años veinte de nuevo cayó en los excesos y a punto estuvo de ser abolida nuevamente. 
En 1927, el general Primo de Rivera dictó la orden de suprimir la fiesta. Aquel año sí que tuvo que intervenir la fuerza pública, pues los turolenses se resistían a acatar la orden. Tres fueron los años que Teruel se quedó sin las Vaquillas, hasta que por fin el ministro de la Gobernación Miguel Maura permitió reanudar las fiestas en el año 1931, que esta vez sí que fueron más respetadas por los turolenses. 
Durante la guerra civil, La Vaquilla sufrió de nuevo un paréntesis. Finalizado el enfrentamiento, volvió a resurgir la fiesta en el año 1942, pero esta vez con más fuerza e impulsada por unas peñas vaquilleras creadas para tal fin que son las que animaron calles y plazas. El número de toros fue aumentado a tres en 1945 y a cuatro en 1949, los mismos que se corren actualmente durante la tarde del lunes desde la Nevera hasta la plaza del Torico.

### Posguerra
La Vaquilla del Ángel tal como la conocemos hoy en día surgió a principios de los años cuarenta del pasado siglo XX —concretamente en 1942—. Terminada la guerra civil y con un Teruel en estado lamentable se empezó el desescombro para que la vida cotidiana de sus habitantes volviera a fluir sobre sus calles. En este ambiente, La Vaquilla del Ángel —fiesta por excelencia en el corazón de los turolenses— fue nuevamente autorizada por el entonces gobernador civil, José María Sánchez Ventura, que en la circular gubernativa fechada el 2 de julio de 1942, decía entre otras cosas: «... de mi amplitud de criterio en este punto es buena prueba la reanudación de fiestas tradicionales que me he complacido autorizar como la típica Vaquilla del Ángel anunciada a inmediata fecha», o sea que la primera Vaquilla después de la guerra fue en 1942.
La fiesta, como se sabe, la organiza el Ayuntamiento en lo que a actos oficiales se refiere. Así, ese año de 1942, el día 4 de julio, sábado, a las once de la mañana, tras el volteo del campanico, se procedió a la subasta de palcos; por la tarde, en el salón de sesiones de la Casa Consistorial, se canta una salve. El día 5 a las 11 de la mañana se celebra misa en el Ayuntamiento en honor al santo Ángel Custodio, llevándose a cabo a las 6 de la tarde la típica merienda y después los embolados. El lunes, a las 6 de la madrugada, hubo traslado de los toros ensogados al matadero viejo y por la tarde a las cinco corridas de ensogados por la plaza de Carlos Castel. Todos estos actos mencionados son los que oficialmente y desde tiempo inmemorial programaba el Ayuntamiento para los ciudadanos, a los que había que añadir varias verbenas en diversos puntos así como en los casinos de la ciudad.

#### La primera peña
Terminada La Vaquilla de ese año 1942 y reunidos un grupo de amigos en el Café Comercial, sito en la calle Nueva, decidieron crear una peña vaquillera de amigos a imagen y semejanza de lo que se estilaba en diversas regiones del norte de España. Un par de ellos, concretamente Miguel Gea y Rogelio Castaño, habían cumplido su servicio militar en San Sebastián, en donde los mozos ya corrían toros ensogados en el puerto pesquero de la ciudad e iban ataviados con camisa y pantalón blanco, pañuelo y faja rojos y alpargatas de cáñamo. Cuando Miguel y Rogelio fueron licenciados trasladaron sus vivencias a sus amigos y formaron la primera peña vaquillera turolense de la historia: Los 13. Firmaron sus estatutos en septiembre de 1942 trece personas, las reunidas en ese momento, aunque los peñistas fueron más. Ahí arranca la historia contemporánea de La Vaquilla. Los 13 hacen su aparición en 1943, vestidos a la guisa anteriormente descrita. No son aceptados en un principio por el grueso del público, que les dedica toda clase de improperios. Pero la peña siguió y ya en años posteriores se fueron incorporando a la fiesta nuevas peñas como La Parra, Los Despistaos, Club-Coyote, Venerable Francés de Aranda, El Último Club, Los Mansos, El Trago, La Botera, Club-Stud-Trab, Club Bachijorna, La Alegría y Los Corsarios. Todas estas peñas salieron en la década de los 40, la mayoría de ellas con mucho esfuerzo, pues la economía de esos años no era boyante, pero sí el entusiasmo. Las peñas eran todas de calle, pues los locales sociales todavía no se estilaban.
En el año 1952, el por entonces alcalde Antonio Moreno reunió en el salón de actos del Ayuntamiento a todas las peñas vaquilleras compuestas por mozos turolenses de distinta condición. Esbozó un proyecto para el próximo año 1953 de mejorar y ampliar La Vaquilla otorgando importantes premios en metálico a las peñas mejor organizadas, acuerdo que por la premura de tiempo y por requerir trámites administrativos, no se pudo cumplir ese año, pero no obstante las peñas vaquilleras recibieron un obsequio del Ayuntamiento, si bien modesto, con un carácter simbólico, para que por lo menos se pudieran tomar sus componentes «una cerveza» como regalo de la corporación. Aunque solo cinco contaban con orquestina, las peñas inscritas alcanzaban la veintena: El Despiste, Los Corsarios, La Reina, El Trago, La Alegría,“Club-Stud-Trab, Atarés, Rosbegam, Club Bachijorna, Los Marinos, El Último Club, Guadalaviar, Estudiantil Soc. Promesas, El Macho, Venerable Francés de Aranda, Chinchón, Los Caireles, Los Flamencos y Los Labriegos. Nueve de ellas, quizá silo interesadas en la pequeña subvención, no salieron al año siguiente. Visto en perspectiva, hay que dejar constancia de que Antonio Moreno fue el impulsor de las peñas vaquilleras como las conocemos hoy en día.

#### Años variables
Diversos altibajos sufrió La Vaquilla en los años sesenta, tanto en la esencia de la misma como en la decadencia de las peñas debido a la poca y mala comunicación entre las mismas y el Ayuntamiento, que derivó en desórdenes y gamberrismo sobre todo en el año 1968. La primera decisión perniciosa se produjo en el año 1964, cuando el recientemente nombrado gobernador civil de la provincia, Nicolás de las Peñas y de la Peña, prohibió radicalmente el celebrar los tradicionales toros ensogados. Esto creó uno de los problemas más grandes acaecidos a la fiesta de La Vaquilla desde su institucionalización tras la guerra. Constantes fueron las misivas que se cruzaron el alcalde, Cosme Gómez, con dicho gobernador, pero no hubo manera de convencerlo y a última hora tuvo a bien conceder que se realizase un encierro que no cuajó entre el pueblo. La tensión fue mucha por momentos, demostrándolo los jóvenes con sus protestas por la calle. Otro hecho destacable, ocurrido en 1965, fue la unificación de las ferias y fiestas de San Fernando con La Vaquilla del Ángel. Después de muchos años de conversaciones y de estudiar el caso detenidamente, se llegó al acuerdo municipal de quitar las ferias y fiestas de San Fernando que celebraba la ciudad del 29 de mayo al 4 de junio por las inclemencias del tiempo, que año tras año las arruinaba. Así pues, en 1965 las celebraciones pasaron a llamarse Fiestas del Ángel.
En un intento más por parte de las peñas de unirse para sacar La Vaquilla adelante se creó en 1967 la Asociación Turolense de Peñas Vaquilleras, que reunió en su seno a las cinco peñas que aún quedaban: El Golpe, El Disloque, Los Chachos, La Kuadra y Los Bohemios, más las dos de nueva creación: Los que Faltaban y Los Kosakos. La presidencia recayó en Manuel Tena, arropado por los presidentes y secretarios de las peñas como junta directiva. Se organizaron muchos actos y se recogió bastante dinero con las diversas iniciativas puestas en práctica. La fuerte politización de la iniciativa por parte del subdirector de Radio Teruel, don Carlos Hernández —de quien había partido la idea de la formación de la Asociación de Peñas— y la cantidad de invitaciones y comidas institucionales dieron al traste con los beneficios obtenidos, no quedando para las peñas prácticamente nada de dinero.
Todos estos acontecimientos de frustración peñista tuvieron su repercusión un año más tarde, concretamente en 1968. Las conversaciones mantenidas con el ayuntamiento fueron bastante desafortunadas por ambas partes no llegando a ningún acuerdo, por lo que las peñas, desafiando al Consistorio, amenazaron con cerrar los locales y muchas de ellas así lo hicieron. El periodista Guerri, en un Prisma local que tituló Excesos, hace una referencia a cómo no funcionaron las peñas y que la mocedad se ventiló la fiesta en la calle: «...Aquellos bailes de las Peñas eran convenientes por eso, por lo mucho que ‘sujetaban’. Y no han debido desaparecer. Al estar la juventud suelta, la mocedad se aburre y le es facilísimo recurrir al vino. Una vez ‘en forma’, el gamberrismo surge con una potencia tremenda. En la edición de 1968 se han dedicado estos vaquilleros a detener autos, a torearlos peligrosamente, a ocuparlos incluso, a arrastrar por el suelo cacharros de toda índole, haciéndose los dueños de la calle. La Vaquilla no debe ser eso, una gamberrada colectiva que no tiene nada que ver con lo mucho que decimos cuando hacemos propaganda de la mejor fiesta de Teruel. En nombre de La Vaquilla nadie tiene derecho a molestar a nadie porque también decimos muy ufanos que es una fiesta de hermandad ¿No es así?». Pues bien, así fueron los azarosos y controvertidos años 60.
La creación de nuevas peñas se estancó bastante en los años 70, pues solamente seis peñas a lo largo de la década saltaron a la palestra vaquillera: El Ajo, Refundada, El Chasco, La Unión, El Despadre, El Agüelo y El Torpedo. La juventud desistía de apuntarse a ninguna peña, pues era más cómodo beber y bailar a cuenta de las ya establecidas. Esos años fueron una auténtica lucha de las peñas —que ya se habían convertido en el verdadero motor de La Vaquilla— contra la falta de sensibilidad por parte de unos grupos mayoritarios de jóvenes que no participaban en el sentir general de las peñas y que con su actitud impedían el normal desarrollo de estas actividades. Mal vistos por los socios de las peñas, la palabra «gorrón» fue usada por los peñistas durante bastantes años.

#### Consolidación a partir de los 80
En 1982 se institucionalizó, por parte del Ayuntamiento y con la aprobación por las peñas, el inicio de La Vaquilla tras el toque del campanico del Ángel, el sábado a las 4 de la tarde desde el balcón de la Casa Consistorial. Al frente del Ayuntamiento se encontraba el alcalde Ricardo Eced Sánchez. Posteriormente se acudió a la plaza del Torico, donde por primera vez se le impondría al mismo el pañuelico rojo, por medio de un componente de la peña Los Chachos. A partir de 1982, cada año y por riguroso orden una peña distinta tiene el honor de cumplir con lo que se ha convertido en una tradición, para muchos vaquilleros la más importante: el inicio de La Vaquilla.
Las relaciones de las peñas con el Ayuntamiento poco a poco fueron encauzándose, llegando en esos años ochenta el entendimiento, aunque siempre hubo sus más y sus menos, culminándose en 1989 con la creación de la Asociación Cultural Interpeñas, que aglutinó a todas las peñas existentes. Se redactaron y aprobaron los correspondientes estatutos y, a partir de entonces, las peñas juntamente con el Ayuntamiento, han sido protagonistas de La Vaquilla del Ángel, sobre todo en la organización de los actos en plaza de toros, la programación de conciertos en fiestas, la semana cultural, etc.
Solamente un acontecimiento vino a enturbiar estas relaciones. Sucedió en la edición de 1990, el domingo de Vaquilla a la hora de la merienda, cuando las peñas asistentes abandonaron la plaza de toros en un acto de solidaridad con las que no habían podido entrar a la plaza. Un incidente grave que no obstante fue solucionado al término de la fiesta. Dos peñas a lo largo de esos años 80 se incorporaron al grueso vaquillero El Puchero y El Despiste, acompañándoles en los 90 La Botera, El Campanico, Disfrute y Nos an soltao.
Desde la creación de la Asociación Cultural Interpeñas de Teruel la fiesta dio un gran vuelco en beneficio de las peñas y de los turolenses en general. El dinero aportado por el Ayuntamiento, el reparto de beneficios de los conciertos musicales, las subvenciones de Ibercaja y la Diputación Provincial propiciaron el fin de los presupuestos ajustados. Pronto se notó que las peñas trajeron mejores actuaciones (tanto de escenario como de calle), los actos de los programas de cada una están repletos de ágapes —la bebida también se deja sentir—, por lo que los peñistas colaboran en tener unos locales arreglados, con mejoras significativas en los mismos.
En definitiva, hoy no se podría pensar en una Vaquilla del Ángel sin el consenso o participación de las peñas. Es verdad que la fiesta la sigue organizando el Ayuntamiento por medio de la Concejalía de Fiestas, pero también es cierto que sin la presencia de las peñas y sus infraestructuras poco o nada se podría hacer hoy en día. Las peñas son el alma y la fuerza de La Vaquilla.

## Reconocimientos
- El 7 de diciembre de 2016, José Luís Soro Domingo, consejero de Vertebración del Territorio, Movilidad y Vivienda del Gobierno de Aragón, declaró las Fiestas del Ángel de Teruel como fiesta de interés turístico regional.[15][16]